# Herman Lindqvist
Herman Lindqvist (ur. 1 kwietnia 1943 w Sztokholmie) – szwedzki dziennikarz i historyk. 

## Życiorys
Dorastał w ambasadzie szwedzkiej w Helsinkach, gdzie jego ojciec pracował jako attaché prasowy.
Przez wiele lat pracował jako korespondent szwedzkich mediów m.in. z Pragi, Paryża, Hongkongu, Tokio i Madrytu. W latach 90. XX w. prowadził w telewizji serię popularnaukowych programów o szwedzkiej historii Hermans historia (pol. Historia wg Hermana), wydał również serię książek Historien om Sverige (pol. Historie o Szwecji), które sprzedały się w dużych nakładach.
Lindqvist pisał również felietony dla szwedzkich dzienników Aftonbladet oraz Expressen.
W latach 2005–2008 był prywatnym nauczycielem historii następczyni szwedzkiego tronu, księżniczki Wiktorii. Był również autorem przemów króla Karola XVI Gustawa.

## Życie prywatne
Trzykrotnie żonaty, ma trójkę dzieci. W 2015 roku ożenił się z Lilianą Komorowską i mieszkają razem w Warszawie.

## Twórczość
- (1969) Tjeckoslovakien 1968
- (1980) Strax före deadline
- (1984) Japaner, japaner, japaner
- (1988) Gallfeber
- (1989) Rapporter från Mittens Rike
- (1989) Revolution
- (1990) Caramba! säger dom aldrig
- (1991) Historien om Spanien
- (1991) Axel von Fersen – kvinnotjusare och herreman
- (1992) På landet i Paris eller Tillbaka till plöjorna
- (1992-2002) Historien om Sverige
- (1993) Christofer Columbus
- (1993) Europa är vi allihopa
- (1993) Fjärran han drumlar eller Så kan det gå när inte tagelskjortan är på
- (1993) En vandring genom den svenska historien
- (1995) Brödrafolkens fel
- (1996) Med en gnutta fax
- (1997) Herman i Frankrike
- (1999) Den svenska skogens historia
- (2000) Drömmar och verklighet
- (2000) Strax före deadline
- (2001) Hermans historia
- (2002) Tacka katten för det
- (2002) Historien om Ostindiefararna
- (2003) Krokodilen
- (2004) Napoleon
- (2005) Rubinen
- (2006) Carl XVI Gustaf-porträtt i tiden
- (2006) Mordet på Axel von Fersen
- (2006) Historien om alla Sveriges drottningar – Från myt och helgon till drottning i tiden
- (2007) Blå tummen: med prinsessornas hopkok
- (2007) Vår dramatiska historia
- (2008) Madame de Pompadour – Intelligens, skönhet, makt
- (2009) Jean Bernadotte – Mannen vi valde
- (2009) Victoria – Drottning med tiden
- (2010) Bernadotte – Det började i Örebro (medförfattare)
- (2010) Kungligt och mänskligt – 200 år med ätten Bernadotte i Sverige
- (2010) Kungliga frierier
- (2011) Ludvig XIV – Solkungen
- (2012) Mitt i allt (memoarer)
- (2013) När Finland var Sverige
- (2014) Erik XIV – Prakt, drömmar, mörker
- (2015) Våra kolonier – De vi hade och de som aldrig blev av
- (2016) De vilda Vasarna – En våldsam historia, wydana w Polsce w 2018 przez Wydawnictwo Marginesy w przekładzie Emilii Fabisiak jako Wazowie. Historia burzliwa i brutalna
- (2017) Mannerheim – Marsken, masken, myten
- (2018) Bernadotte – För Sverige hela tiden
- (2019) Sverige-Polen – Tusen år av kärlek och krig wydana w Polsce w 2018 przez Wydawnictwo Poznańskie w przekładzie Emilii Fabisiak jako Przez Bałtyk. 1000 lat polsko-szwedzkich wojen i miłości
- (2021) Erik – Nordens härskare och sjörövarkung